# Mario Lusiani
Mario Lusiani (Vescovana, Província de Pàdua, 4 de maig de 1903 - 3 de setembre de 1964) va ser un ciclista italià, que va córrer durant els anys 20 i 30 del segle xx.
Va prendre part en els Jocs Olímpics d'Amsterdam de 1928, en què va guanyar la medalla d'or en persecució per equips, fent equip amb Cesare Facciani, Giacomo Gaioni i Luigi Tasselli.

## Palmarès
- 1926
  - 1r al Piccolo Giro de Llombardia
  - 1r a La Popolarissima
- 1927
  - 1r a la Coppa Caivano
- 1928
  -  Medalla d'or als Jocs Olímpics d'Amsterdam en persecució per equips